# Diphyus carbo
Diphyus carbo är en stekelart som först beskrevs av Heinrich 1961.  Diphyus carbo ingår i släktet Diphyus och familjen brokparasitsteklar. Inga underarter finns listade i Catalogue of Life.